# Церковь Святого Фаддея (Масис, Армения)
Церковь Святого Фаддея — храм Армянской апостольской церкви. Расположен в городе Масис Араратской области Республики Армения.

## История
В 1991 году Католикосом Всех Армян Вазгеном Первым было выбрано место строительства церкви, и в том же году был заложен её фундамент. Строительные работы начались в 2003 году по инициативе и при финансировании мецената Гранта Варданяна.
Строительство церкви было завершено в 2015 году усилиями его сыновей — Микаела и Карена Варданянов. С благословения Католикоса Всех Армян Вазгена Первого церковь была названа в честь Святого Апостола Фаддея.
Церковь Святого Фаддея была освящена 4 октября 2015 года Католикосом Всех Армян Гарегином Вторым.
Перед входом в церковь располагается зал для зажжения свечей. Во дворе церкви находится родник в память Гранта Варданяна.
24 апреля 2016 года по инициативе меценатов Микаела и Карена Варданянов во дворе церкви был установлен хачкар, посвящённый памяти 1,5 млн канонизированных мучеников Геноцида армян. Хачкар высечен из цельного камня туф (скульптор — Артак Амбарцумян).

## Архитектура
Архитекторами церкви Святого Фаддея являются Артур и Анаит Тарханяны. Это сочетание традиций армянского церковного зодчества и современных архитектурно-строительных решений.
Церковь трёхступенчатая, отличается своей композицией и пространственно-масштабными решениями. Внутреннее помещение оформлено двумя перекрещивающимися квадратами, символизирующими Вечность и чистоту Веры. С их помощью формируется вся конструктивная система.
Купол опирается на полускрещивающиеся арки. Церковь изнутри и снаружи облицована в уникальном стиле. Цвета от центра к краям становятся светлее, а от фундамента к куполу — темнее. Высота церкви, без креста на куполе, составляет 33 метра, что символизирует годы земной жизни Иисуса Христа. Вдоль всей стены, окружающей церковь, высечены 33 библейских наставления.

## Галерея

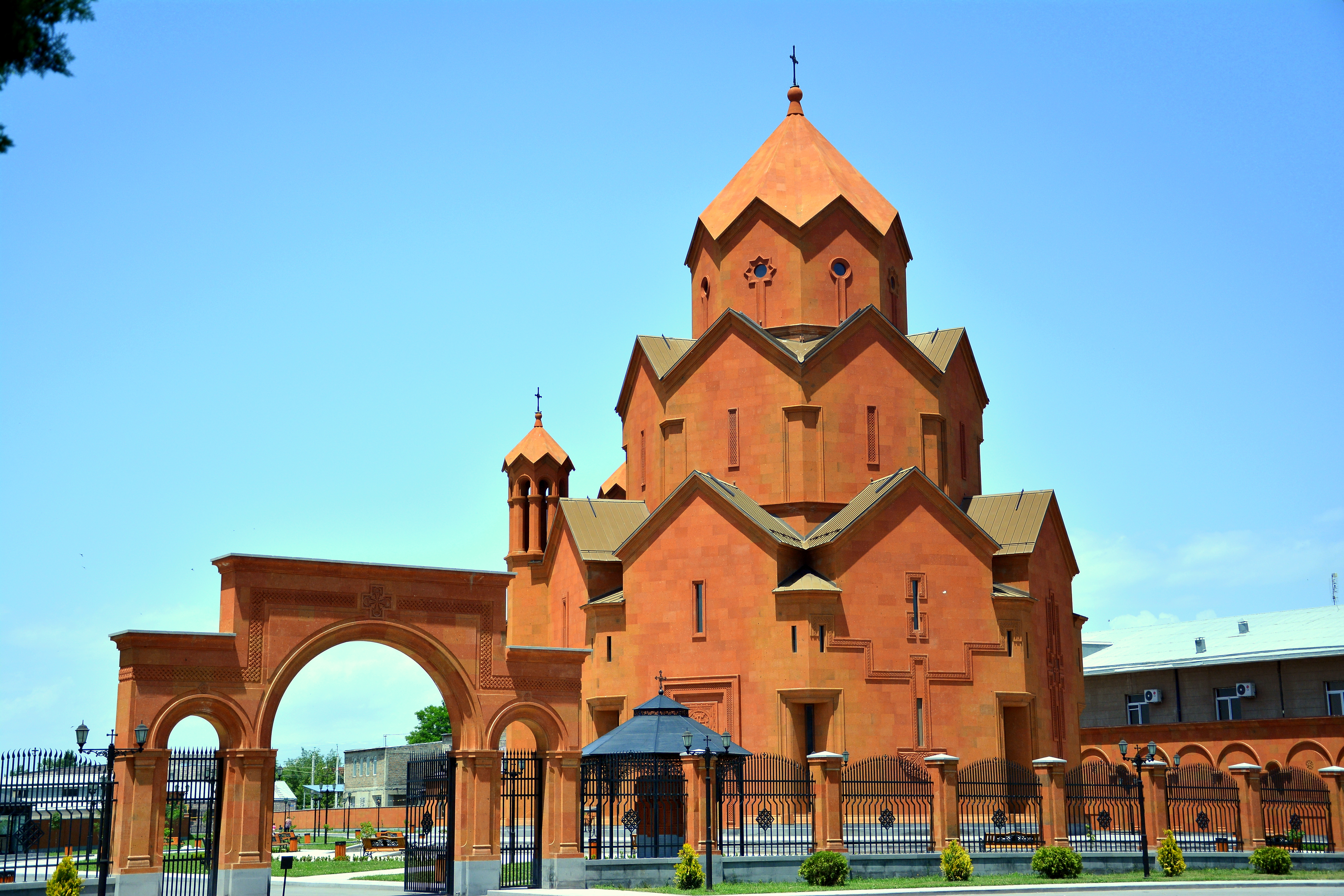
Главный вход на территорию церкви
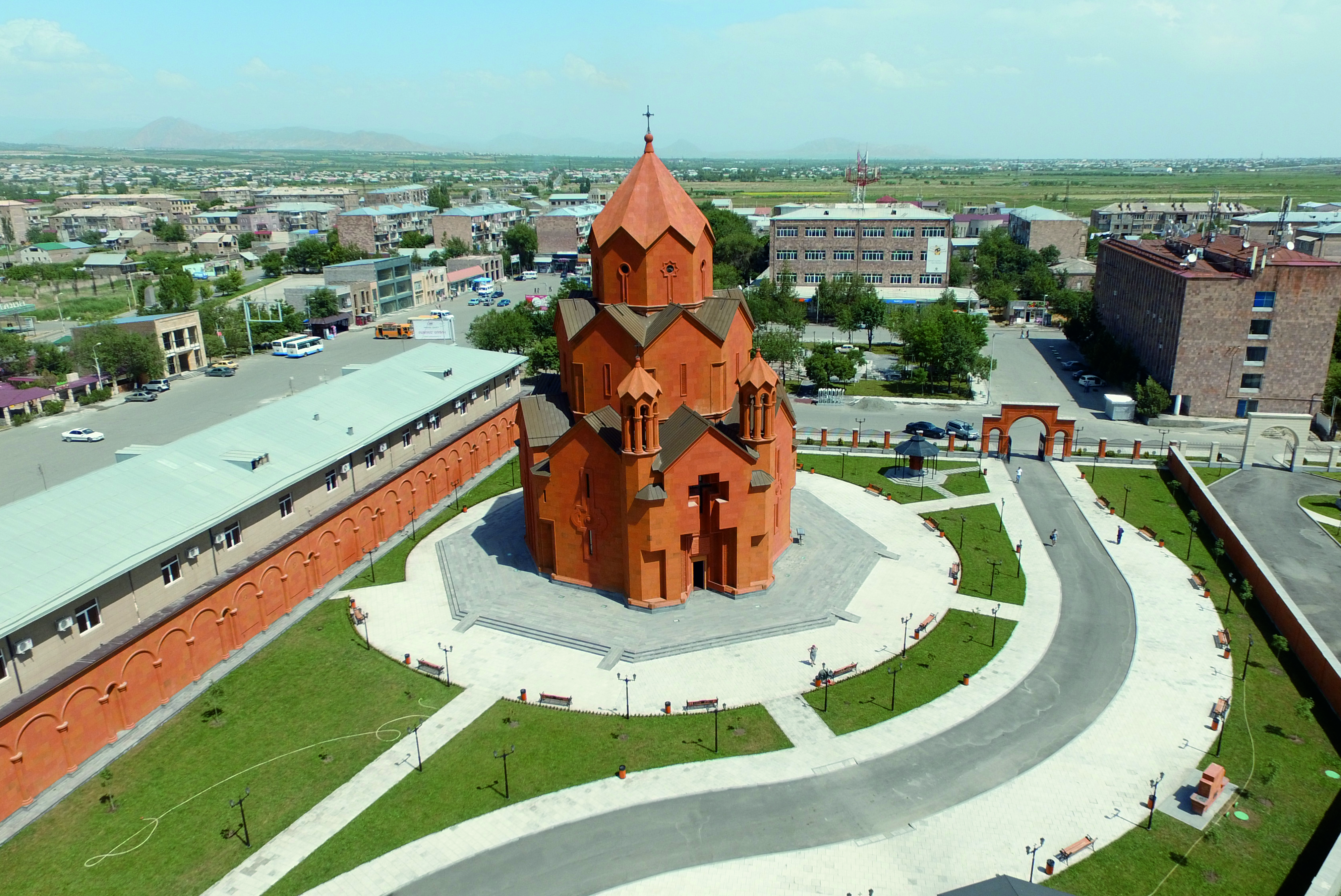
Вид на церковь с запада
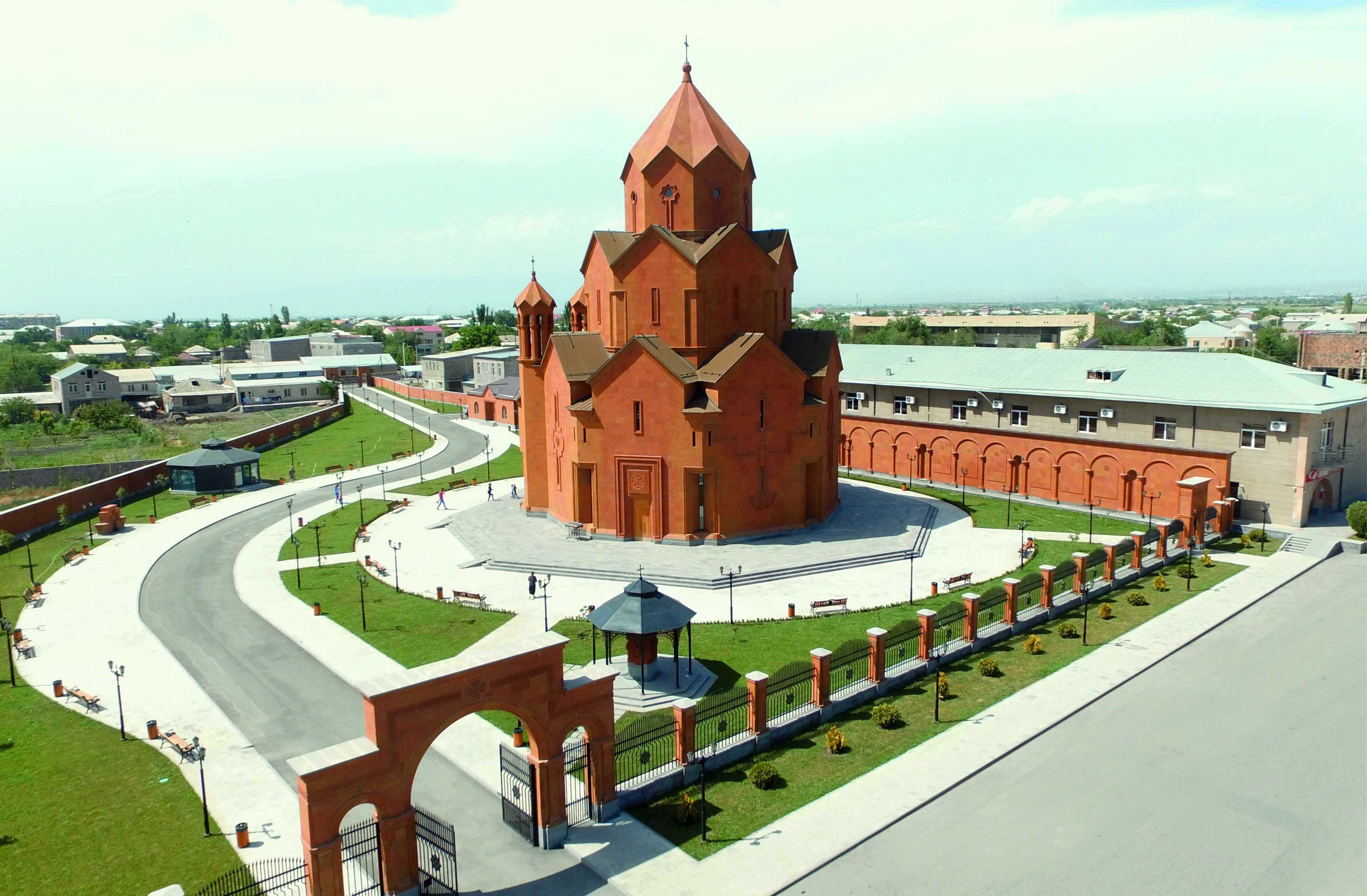
Вид на церковь с востока
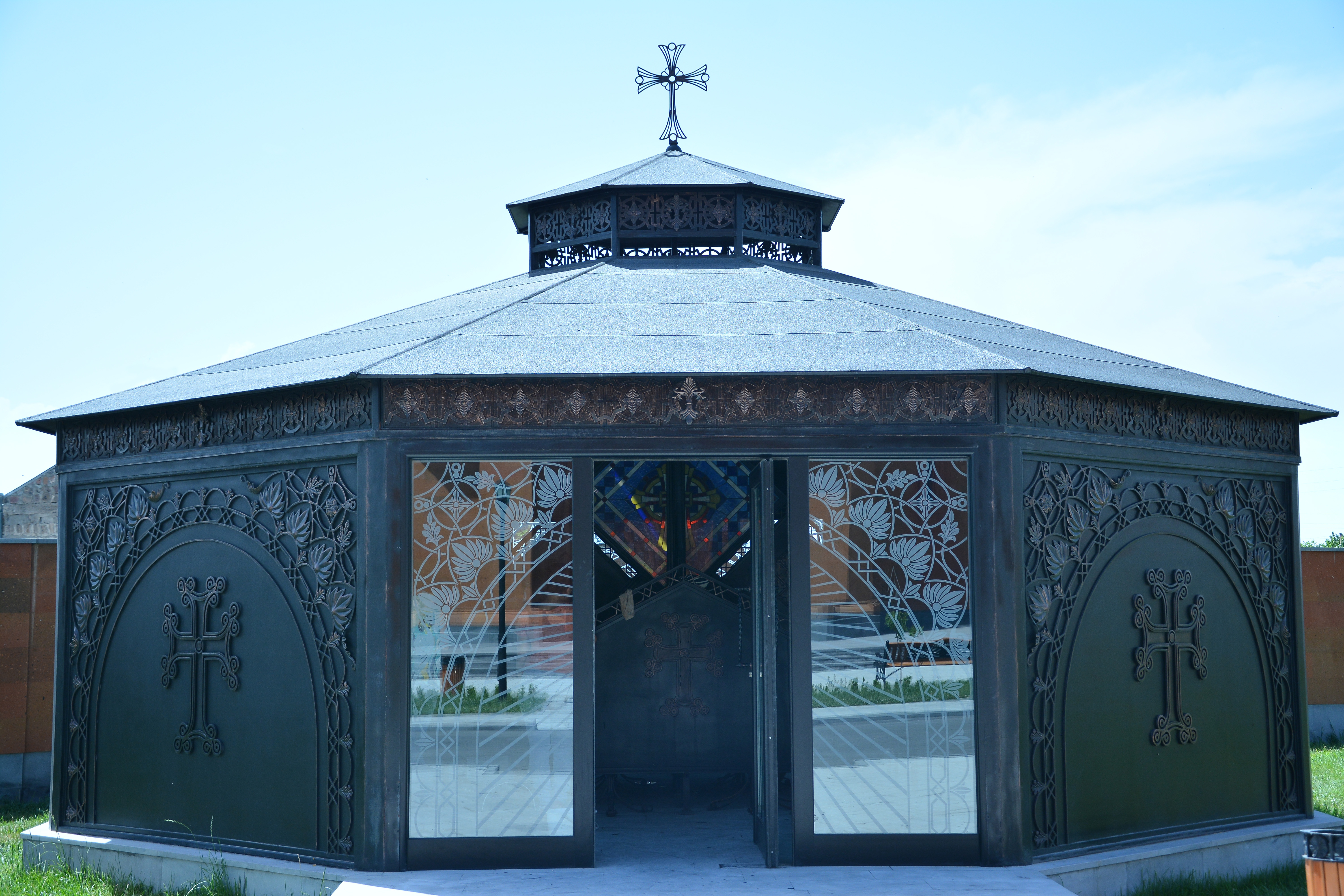
Зал для зажжения свечей
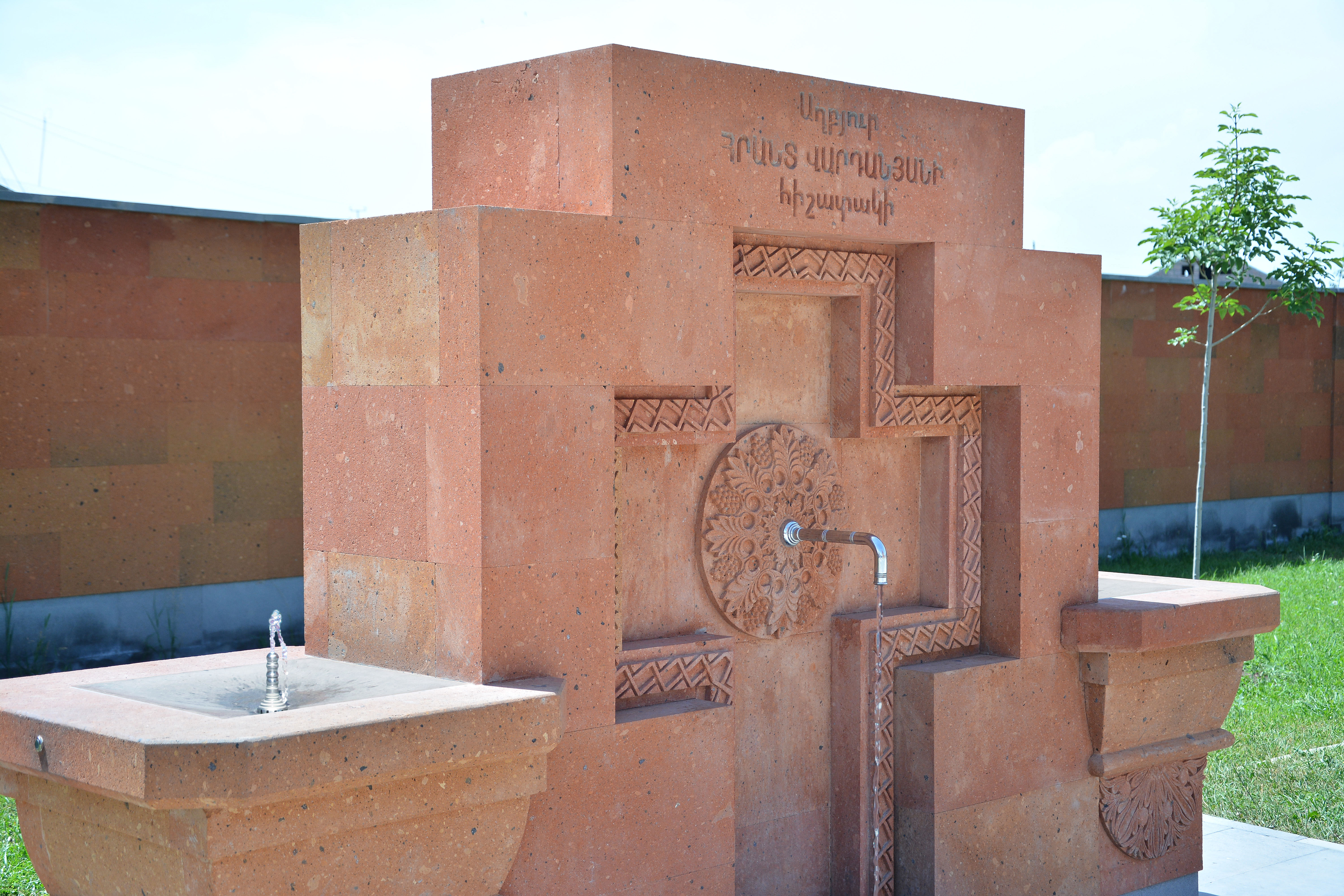
Родник в память Гранта Варданяна
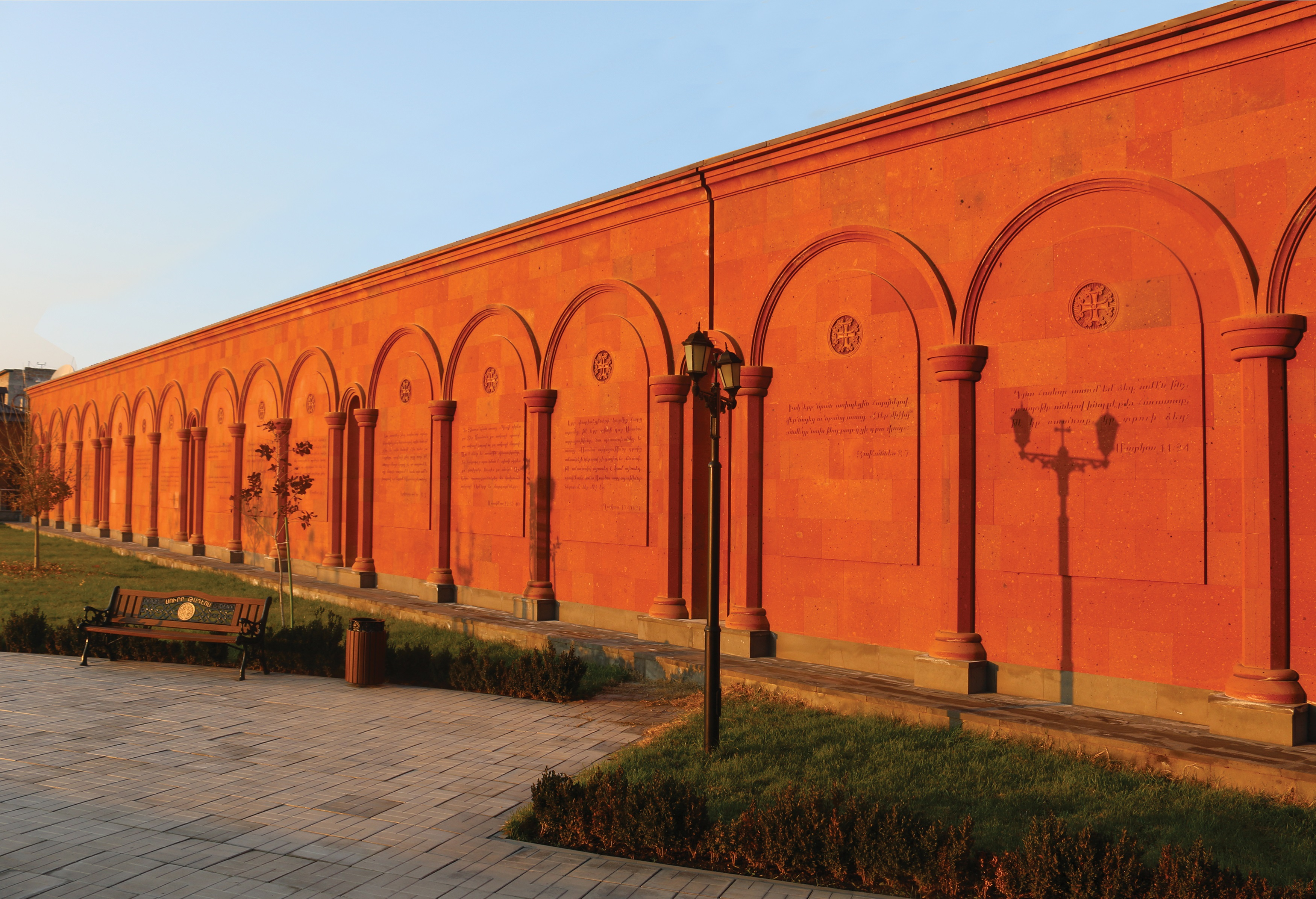
Стена церкви с 33-мя библейскими наставлениями

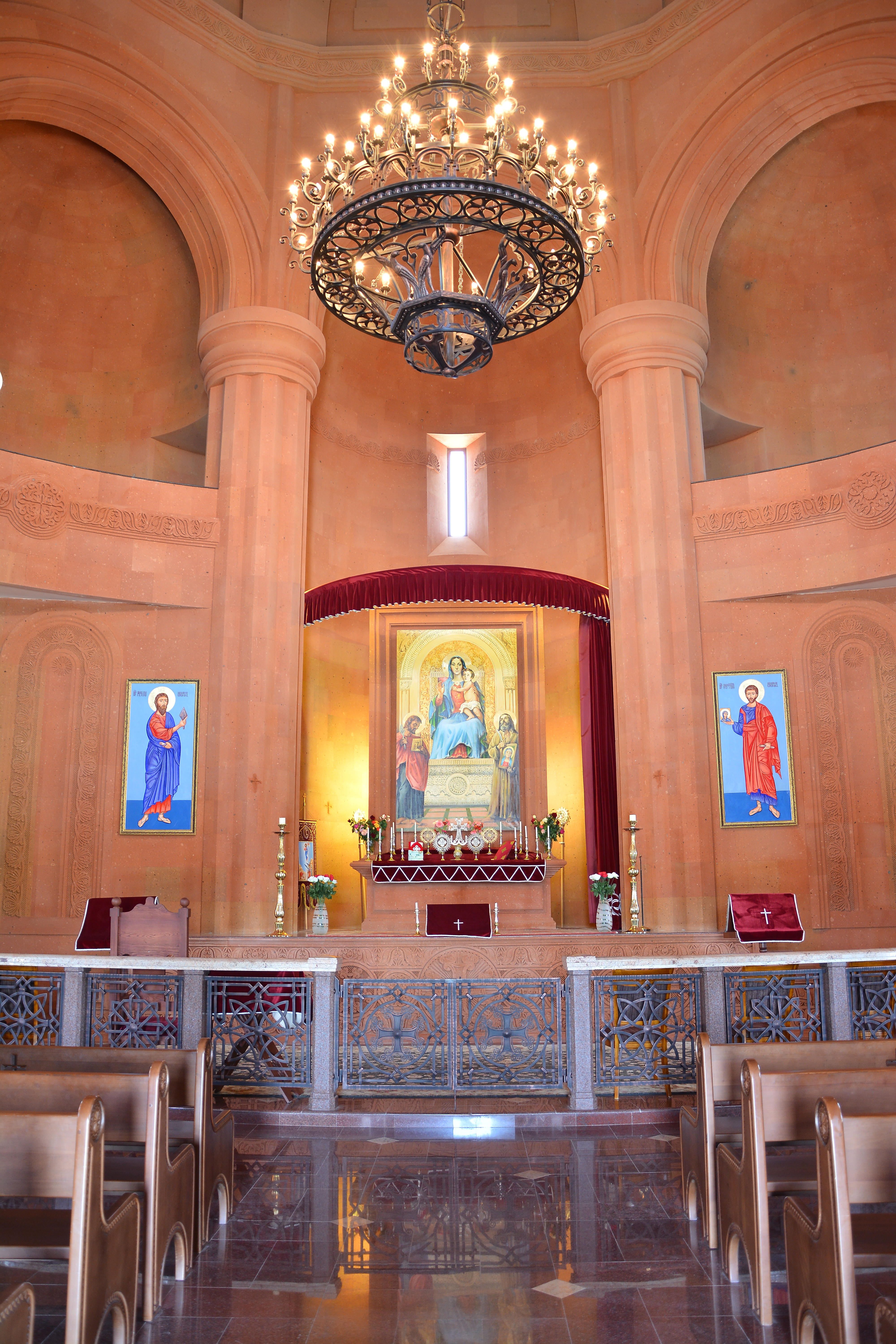
Алтарь
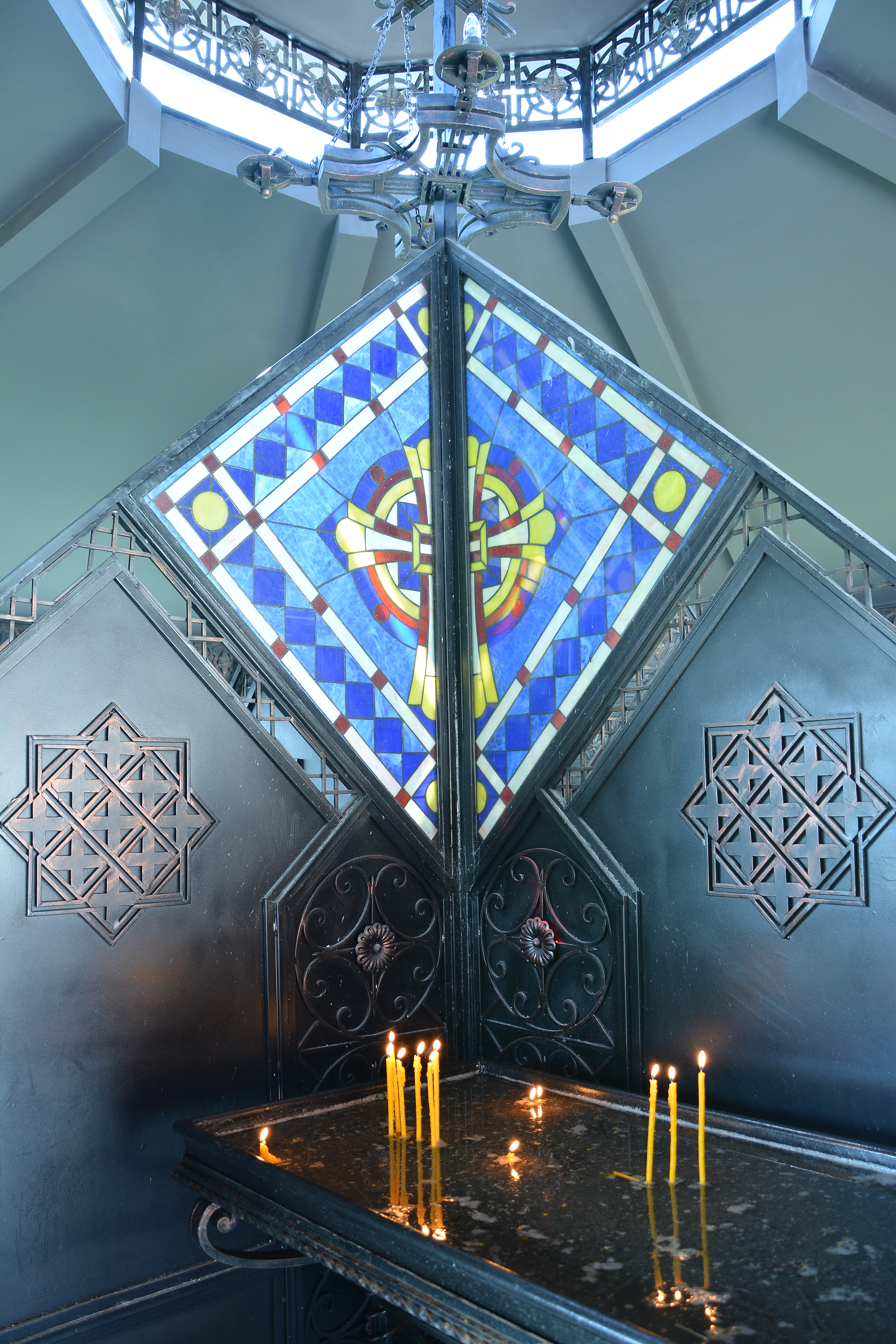
В зале для зажжения свечей
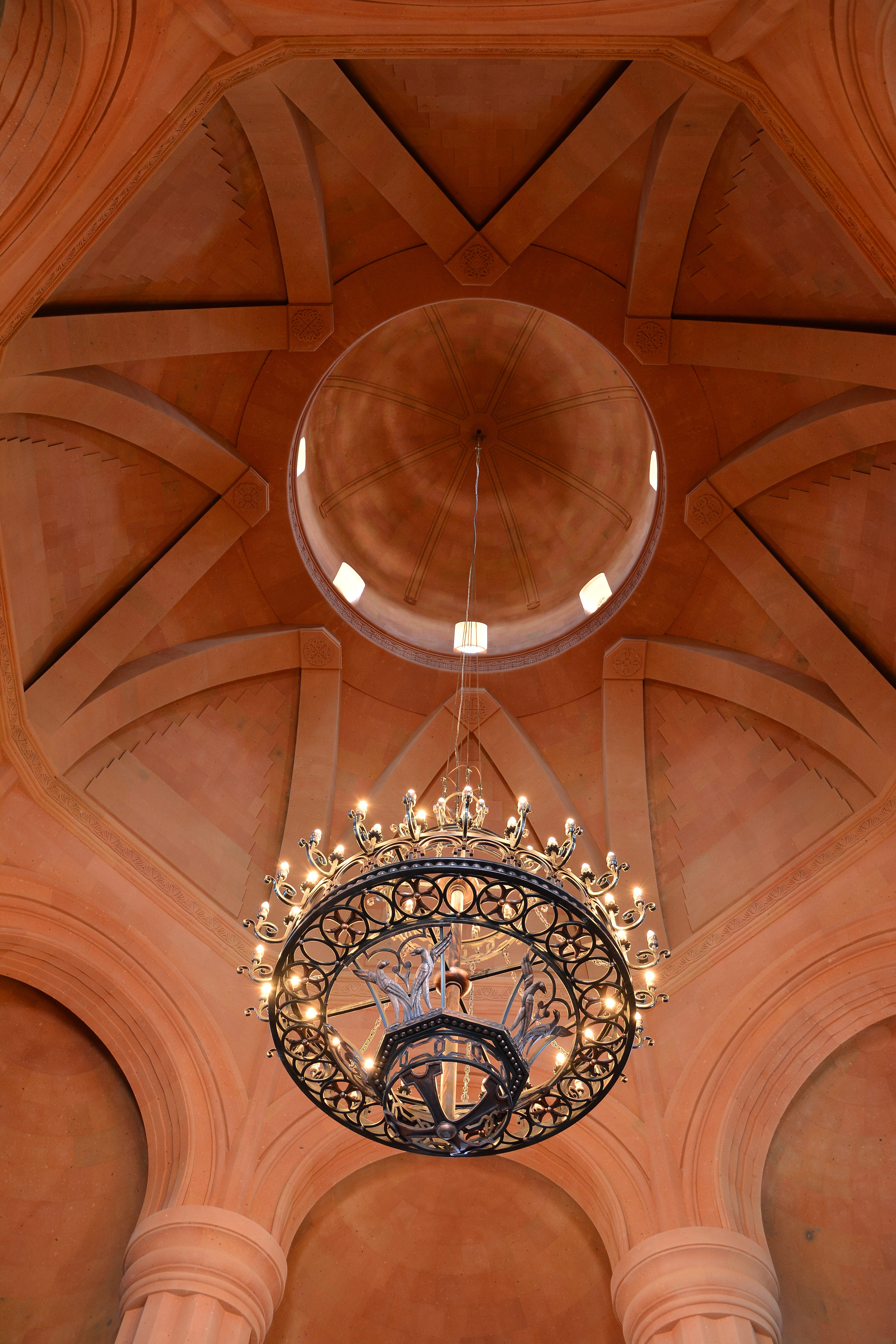
Купол
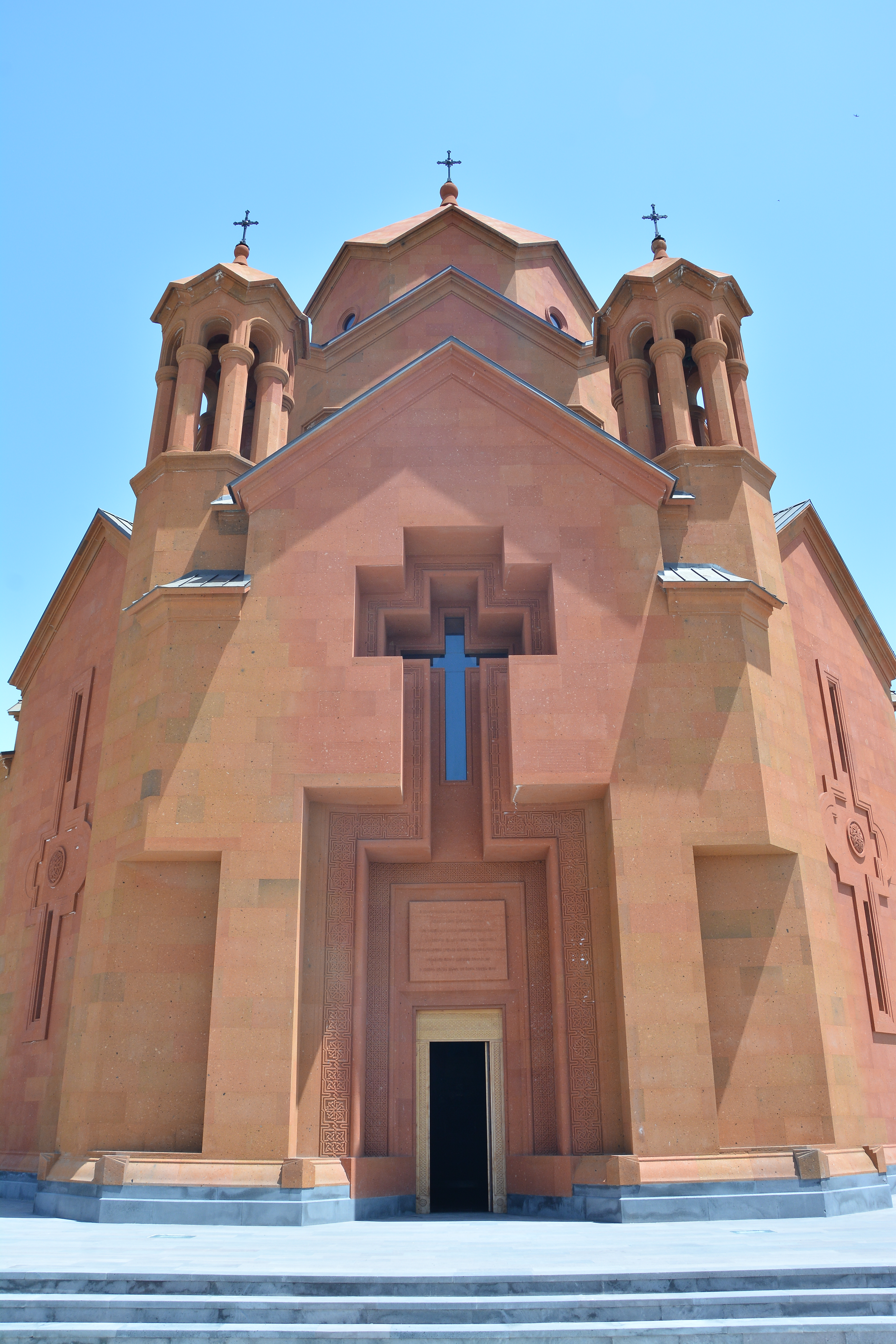
Вход в церковь
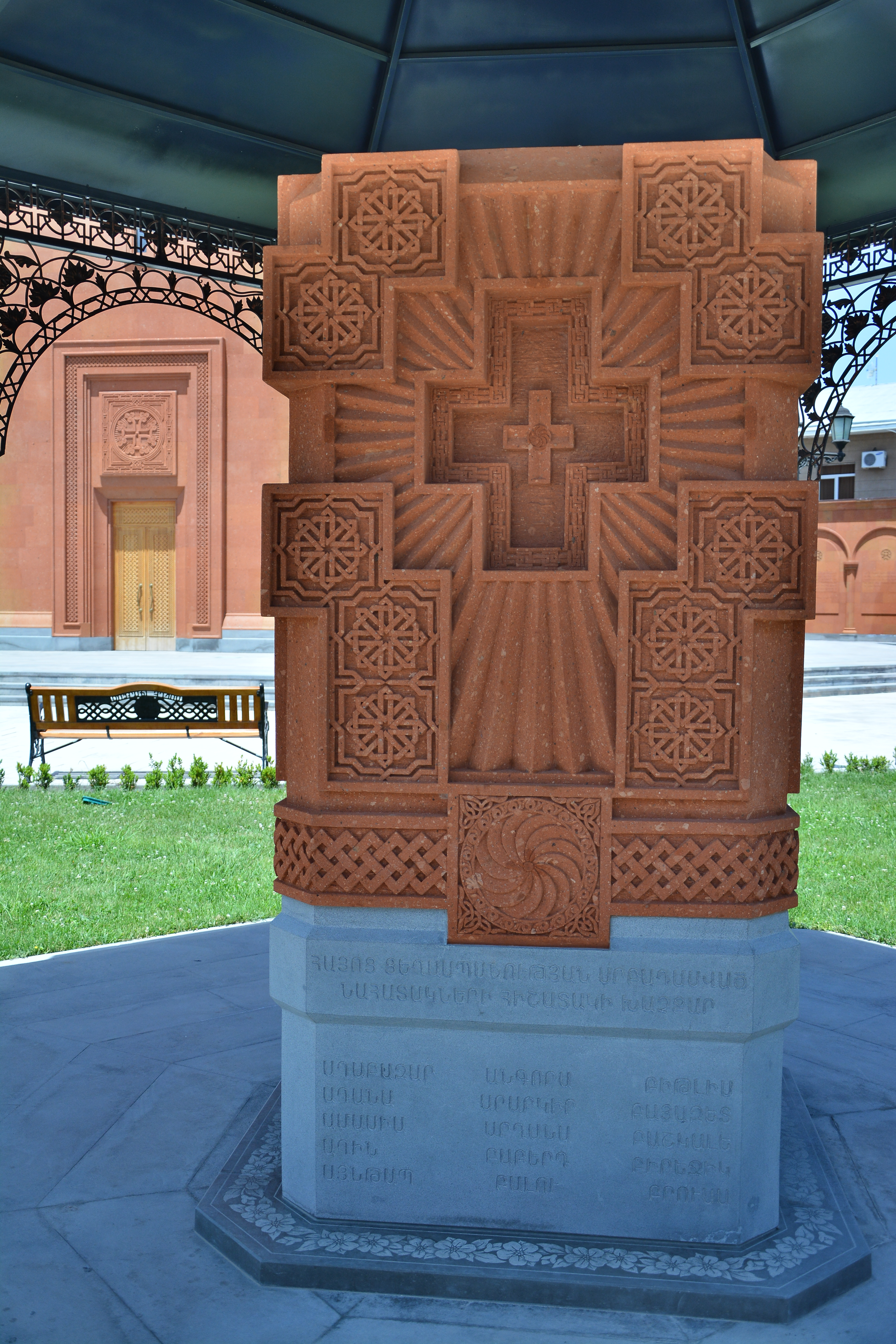
Хачкар, посвященный памяти жертв Геноцида армян